# Medingiai
Medingiai – wieś na Litwie w rejonie rosieńskim okręgu kowieńskiego, 18 km na północny wschód od Rosieni.

## Historia
Na XIX-wiecznych mapach wieś nie istniała. W jej miejscu stał folwark Wysoki Dwór, później, po I wojnie światowej po litewsku zwany Aukštadvaris. Dwór został zniszczony, a powstająca wieś wzięła nazwę od Miedżajny, bogini myślistwa, odzianej w skórę niedźwiedzią i z łukiem w ręce, której lokalni mieszkańcy oddawali cześć na pobliskiej górze o nazwie Miedżiokałna.
W XIX wieku było to dziedzictwo rodziny Kontrymów. Ich tutejszy majątek pod koniec XIX wieku liczył 716 dziesięcin ziemi. W latach 1919–1939 ostatnią właścicielką Wysokiego Dworu była Leonia Kontrymówna.
| rok  | liczba ludności |
| ---- | --------------- |
| 1902 | 28              |
| 1959 | 88              |
| 1970 | 87              |
| 1979 | 51              |
| 1989 | 35              |
| 2001 | 45              |
| 2011 | 40              |

Po III rozbiorze Polski w 1795 roku Wysoki Dwór, wcześniej wchodzący w skład Księstwa Żmudzkiego Rzeczypospolitej znalazł się na terenie powiatu rosieńskiego guberni kowieńskiej Imperium Rosyjskiego. W II połowie XIX wieku należał do gminy i parafii Szydłowo. 10 października 1920 roku na podstawie umowy suwalskiej te tereny przyznano Litwie, która od czerwca 1940 roku była okupowana przez Armię Czerwoną, a następnie w sierpniu 1940 roku anektowana przez ZSRR w formie Litewskiej SRR. Litwa pozostawała w składzie ZSRR do roku 1990, gdy odzyskała niepodległość.

## Nieistniejący dwór
Zgodnie z opisem Antoniego Urbańskiego w Memento kresowym stał tu modrzewiowy dwór z ociosanych bierwion, z wysokim, gontowym dachem i drewnianym gankiem obrośniętym winoroślą. W elewacji ogrodowej portfenetry. Za domem był sad owocowy z aleją topolową. Wjazd do majątku stanowiła kamienna brama z dwoma słupami zwieńczonymi daszkami namiotowymi. Od bramy do dworu prowadziła szeroka aleja, zamknięta od góry konarami drzew.
Ze współczesnych zdjęć satelitarnych wynika, że po dworze i zabudowaniach folwarku pozostały co najwyżej resztki.